# Pinokkió bosszúja

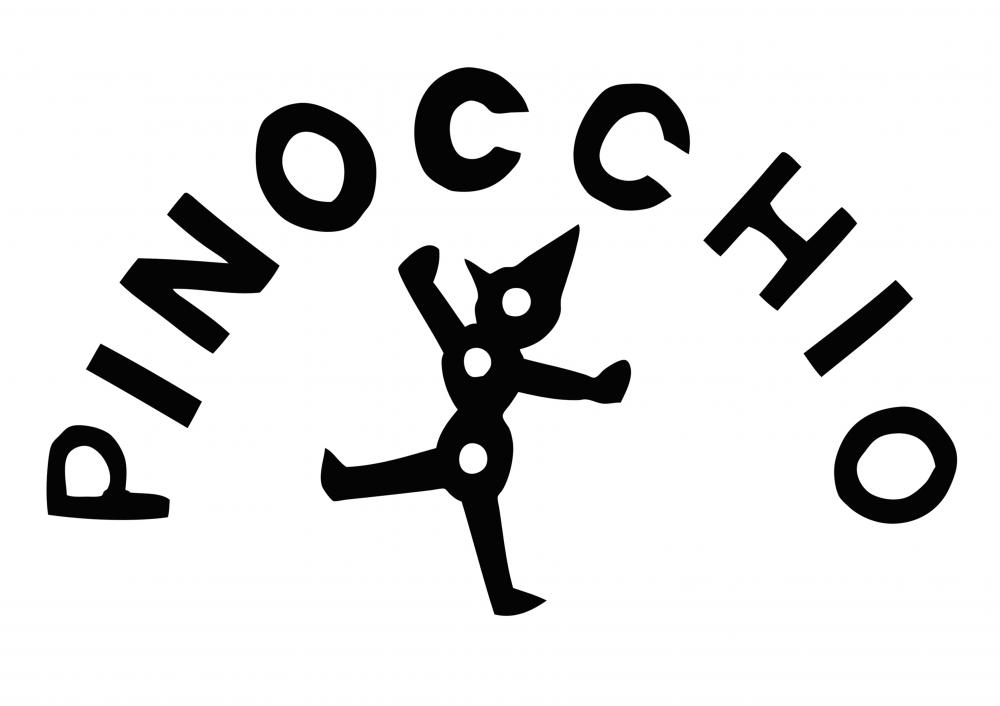

A Pinokkió bosszúja (Eredeti címén: Pinocchio's revenge) 1996-ban bemutatott amerikai horrorfilm, melyet Kevin S. Tenney rendezett. A 2005-ben DVD-n kiadott mű egy fából faragott bábut kelt életre, mely Pinokkió névre hallgat.

## Szereplők[2]
- Lewis Van Bergen mint Vincent Gotto
- Larry Cedar mint District Attorney
- Janet MacLachlan mintJudge Allen
- Rosalind Allen mint Jennifer Garrick
- Brittany Alyse Smith mint Zoe Garrick
- Ron Canada mint Barry
- Aaron Lustig mint Dr. Edwards
- Todd Allen mint David Kaminsky
- Sal Viscuso és Ed Bernard mint Jail Guards
- Verne Troyer mint Pinocchio Double
- Dick Beals mint Pinokkió hangja